# Fluoramina
Fluoramina es un compuesto químico con la fórmula NH2F. Se puede considerar como un derivado del amoníaco, NH3, en el que un átomo de hidrógeno ha sido sustituido por un átomo de flúor.